# Ella Emhoff
Ella Rose Emhoff (nacida el 29 de mayo de 1999) es una modelo, artista, y diseñadora de moda estadounidense. Como hija del exsegundo caballero estadounidense Doug Emhoff e hijastra de la exvicepresidenta estadounidense Kamala Harris, perteneció a la Segunda Familia de los Estados Unidos.

## Primeros años
Emhoff nació de Doug Emhoff, un abogado de entretenimiento, y Kerstin Emhoff (nacida Mackin), una productora de películas. Fue nombrada en honor a la  cantante de jazz Ella Fitzgerald. Su padre es judío, pero un portavoz de Ella Emhoff aclaró que "ella no es judía." Tiene un hermano mayor, Cole Emhoff. Sus padres divorciaron en 2008. En agosto de 2014, su padre se casó con Kamala Harris, una abogada que en ese entonces se desempeñaba como fiscal general de California. Emhoff y su hermano acuñaron el término "Momala" para referirse a su madrastra. Emhoff, cuya familia son miembros del Partido Democráta, se crio en torno a la política. Ella y su familia, como partidarios del matrimonio de sexo mismo en California, participaron activamente contra la Proposición 8. En 2016, su madrastra fue elegida como senadora de los Estados Unidos por California. En 2021, se convirtió en miembro de la Segunda Familia cuando su madrastra asumió como vicepresidenta de los Estados Unidos.
Emhoff se graduó de Wildwood School, donde fue miembro de los equipos de natación y baloncesto, en 2018. Fue estudiante de Parsons School of Design en la Ciudad de Nueva York, donde se especializó en bellas artes con un enfoque concentrado en prendas de vestir y textiles, se graduó en 2021.

## Carrera
En 2014, Emhoff hizo un cameo en el vídeo musical de la canción "Repeat Stuff" de Bo Burnham.
Emhoff diseña chaquetas, sombreros, abrigos y pantalones cortos de punto, que vende desde su cuenta de Instagram y su sitio web. También vende cerámicas, pinturas y dibujos desde su sitio web.
En enero de 2021, Emhoff firmó con IMG Models, una agencia de modelos internacional con sede en la ciudad de Nueva York. Ha llamado la atención por tener tatuajes y negarse a afeitarse el vello de las axilas. La agencia anunció su contrato en Twitter. Antes de que Joseph Charles Viola presentara a Emhoff a IMG Models, apareció en un editorial de la revista de moda independiente Buffalo Zine. Viola, su agente madre, la contrató en su agencia en septiembre de 2019.
Es miembro de The 3% Movement, una organización enfocada en aumentar el número de mujeres directoras creativas en los Estados Unidos.

## Vida personal e imagen pública

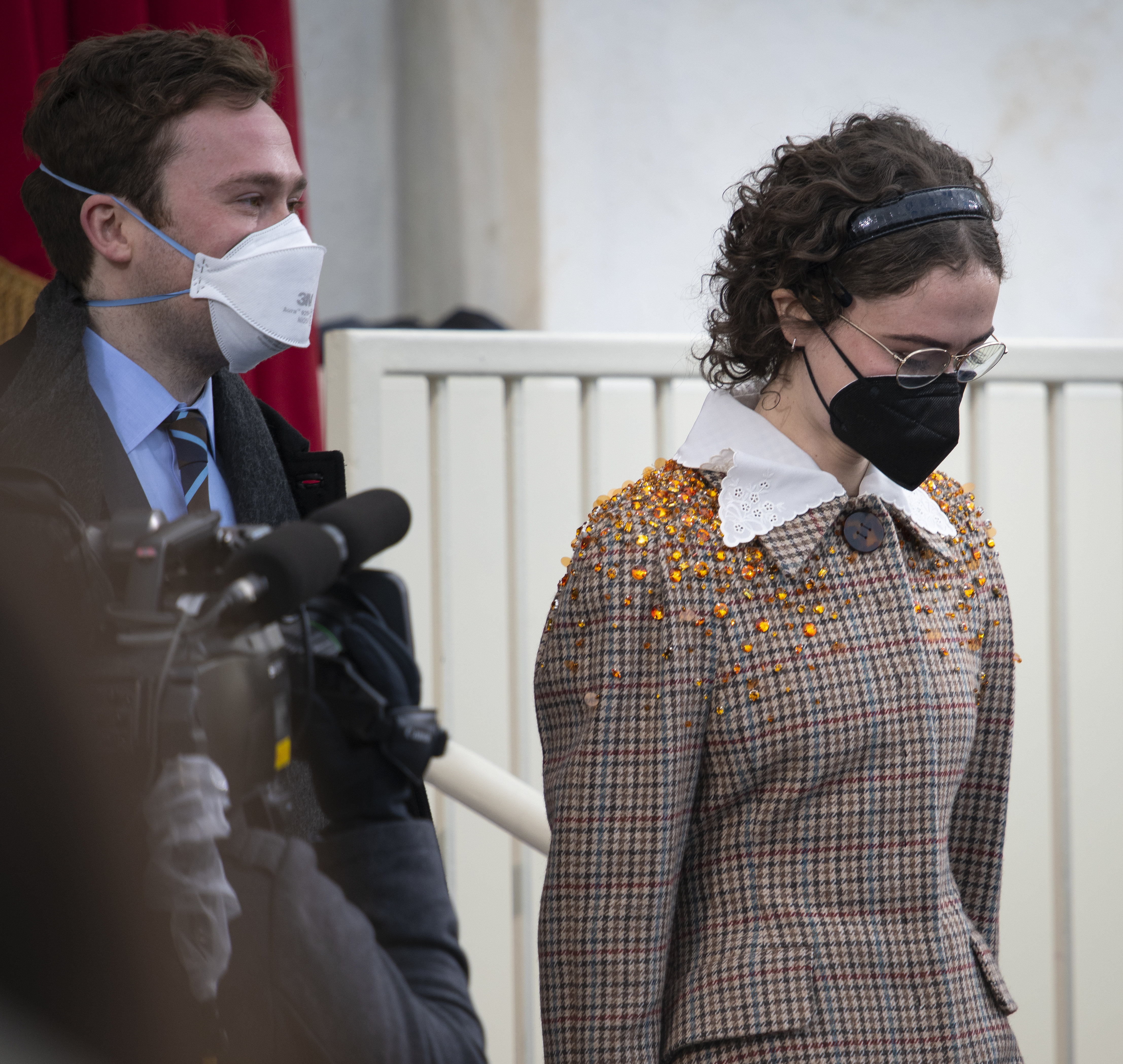
Emhoff (derecha) y su hermano Cole (izquierda) en la 59.ª Inauguración Presidencial en 2021.

Emhoff vive en Bushwick, Brooklyn y ha sido conocida popularmente como la "Primera hija de Bushwick". Su familia tiene casas en Brentwood, Los Ángeles, South of Market, San Francisco y West End, Washington D. C.
Es una defensora de los derechos LGBT, particularmente como defensora de los derechos de las personas transgénero. En 2020, anunció que apoyaría a la organización For the Gworls, un colectivo negro liderado por personas transgénero que recauda fondos para ayudar a las personas trans negras a pagar el alquiler, las cirugías de afirmación de género, los viajes y la atención médica.
Emhoff habló en la transmisión en vivo de la Convención Nacional Demócrata de 2020 en agosto de 2020.
El 20 de enero de 2021, Emhoff asistió a la 59.° inauguración presidencial en Washington D. C., donde su madrastra juramentó como la 49.º vicepresidenta de los Estados Unidos Su padre es el primer cónyuge judío  de un vicepresidente de Estados Unidos, y el primer segundo caballero de los Estados Unidos.  Su madrastra es la primera mujer, la primera afroamericana y la primera asiáticoamericana en ocupar el cargo de vicepresidenta.

### Moda
Emhoff recibió atención de los medios de comunicación internacionales en la inauguración debido a sus atuendos, incluyendo un vestido que codiseñó con Batsheva Hey, y un abrigo Miu Miu con incrustaciones de joyas. Vogue dijo que el atuendo de inauguración de Emhoff "se casó perfectamente con su característica peculiaridad de Brooklyn con la solemnidad de la ocasión" y declaró que "[Emhoff] no estaría haciendo ninguna idea anticuada de cómo debería vestirse una joven adyacente a la Casa Blanca". Después de la inauguración, los seguidores de Emhoff en Instagram aumentaron de 50.000 seguidores a más de 300.000 en menos de una semana. El minorista de moda Lyst informó que, después de que las imágenes de Emhoff se volvieran virales en Twitter y TikTok, Miu Miu vio un aumento del 455% en las búsquedas en Internet seis horas después de la inauguración. También había recibido atención por su falda, corbata y abrigo Thom Browne que usó en el Monumento Nacional COVID-19 en Washington, D. C., la noche antes de la inauguración. El escritor de moda Evan Ross Katz llamó a Emhoff un "icono de estilo en ciernes".